# 미구엘 슈발리에

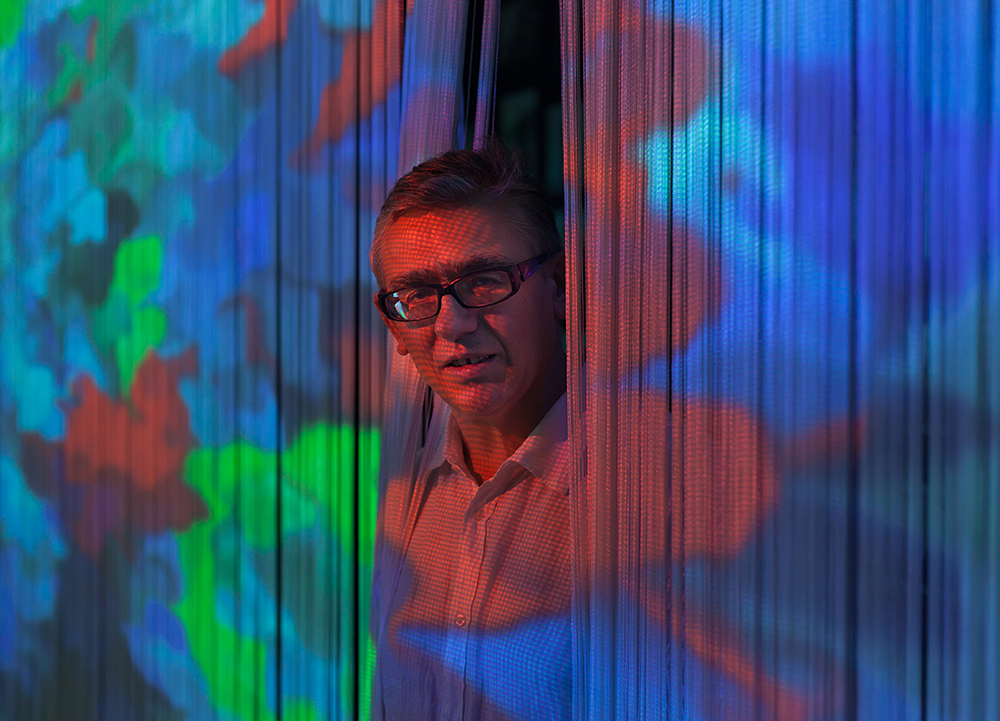

미구엘 슈발리에(영어: Miguel Chevalier 1959년 멕시코 출생)는 프랑스 미디어 아티스트이다.

## 생애
그는 파리 국립 미술학교와 국립 장식 미술학교를 졸업했고, 또한 파리 소르본느 대학에서 예술과 고고학을 공부했다. 1984년 그는 일본 빌라 쿠조야마(Villa kujoyama)레지던트에서 머물렀다. 1978년 이후 미구엘 슈발리에는 시각 예술 분야에서 표현의 수단으로 컴퓨터를 사용하였고, 이미지의 결합, 생성과 상호작용의 문제를 연구하였다.그는 가상세계과 디지털 예술의 선구자로서 세계적으로 알려져 있다. 그의 작품,실험,종합 예술은 예술의 역사에 그 뿌리를 두고 있으며, 그는 그것을 압축된 방식으로 재구성한다. 그의 작품은 자연과 기술의 관계, 우리 현대 사회를 구성하는 네트워크와 정보 흐름에 대한 관찰과도 같은 다양한 주제로 발전되고 있다. 그는 프랑스와 여러 나라에서 브라질 상파울로 파래쏘(Paraiso)지하철역에서 에모사오 예술 축제 4.0전시의 일환으로 설치된 제2의 천성(2008년 9월까지)과 프랑스 파리의 포럼레할에서 설치된 눈 픽셀(2011년)과 같은 수많은 전시와 설치작업을 하고 있다.

## 예술 작업

### 제 2의 천성
이 작품은 다양한 색상과 모양을 가진 거대한 꽃의 도형이 컴퓨터 시스템으로 인해 분열된 형태로 끊임없이 나타나는 것에 근거해 있다. 이것은 스스로의 생성과 관람객과의 상호작용에 기반을 두고 있다. 이 가상의 씨앗들은 스스로 태어나고, 자라고, 꽃 피우며, 죽고, 또한 그것들은 관람객의 움직임에 따라 재구성된다.

### 흐름과 네트워크

#### 흐르는 픽셀
가상의 회화 이미지들이 끊임없이 흐르는 것에서부터 시작한다. 이 거대한 흐름은 서서히 사라지기 전에 «빛그림»과 함께 섞이는 새로운 색채의 흔적을 창조한다.

#### 픽셀의 물결
이 작업은 디지털 세계를 반영하는 여러 «다채로운 그래픽 그림»으로 구성된 물결을 드러낸다.

### 디지털 도시
이 작품들은 한 공간속의 변화하는 요소들에 관한 이미지의 구축과 해체에 근간을 두고 있다.

### 디지털 아랍
이 작품들은 이슬람, 특히 아라베스크의 예술적 전통을 새로운 기술로 다시 보여준다.

## 주요 개인전과 작품 설치
- 2022 아쿠아플라넷 제주 특별 전시회 개최
- 2012 Nuage Fractal, Château de Dravert, 라귀체, 프랑스
- 2011 Pixels Snow, Forum des Halles, 파리, 프랑스
- 2010 Terra Incognita, Mis (이미지와 음악 미술관), 상파올로, 브라질
- 2009 Fractal Flowers 2009, 갤러리아 지하철 역, 브라질리아, 브라질
- 2007 sur-Natures, bâtiment LCL sur Champs Elysees, 파리, 프랑스
- 2006 Arabesques numériques 2006, Palais Ksar Char Bagh, 마라케슈, 모로코 Mosaïque Unicef, 뉴욕 유니세프, 미국
- 2005 Digital Paradise 2005, Daejeon Museum of Art, Daejeon, Republic of Korea/ 대전시립미술관
- 2005 Sur-Natures in vitro, 퐁피두 센터, 파리, 프랑스
- 2004 Ultra-Nature, 중앙 지하철역, Astrup Fearnley 현대 미술관, 오슬로, 노르웨이
- 1996 Oro negro, Alvar y Carmen T. de Carrillo Gil 미술관, 멕시코시티, 멕시코
- 1992 페스티발, 하계 올림픽과 동계 올림픽, 앨버트빌, 프랑스 et 바르셀로나, 스페인
- 1987 바로크와고전, Granit 현대 미술 센터, 벨포르, 프랑스

## 주요 소장처
- 국립 현대 미술관, 파리, 프랑스
- 국립 도서관, 파리, 프랑스
- 전기 국제 미술관, 쿠엥카, 스페인
- Alvar y Carmen T. de Carrillo Gil 미술관, 멕시코 시티, 멕시코
- Alejandro Otero 시각 미술관,카라카스, 베네수엘라
- Royal Caribbean Cruce line,마이애미, 미국
- Itau 문화센터, 상파울로, 브라질

## 출판물
- 미구엘 슈발리에 1981/2000, Pierre Restany, Laurence Bertrand-Dorléac, Patrick Imbard,2000,Paris.
- 미구엘 슈발리에 2000/2008,Mario Costa, Edmond Couchot, Gunnar B. Kvaran, Ariella Masboungi et Mohamed Rachdi, 2008, Blou.
- 미구엘 슈발리에 POWER PIXELS 2008>2011, Serge Fauchereau, Vincent Huguet, 2011, Rio de Janeiro.